# Ernest T. Hargrove
Ernest Temple Hargrove (* 1870 oder 1871 in England; † 8. April 1939 in den USA) war ein englisch-US-amerikanischer Rechtsanwalt und Theosoph. Er war der zweite Präsident der Theosophischen Gesellschaft in Amerika und später Präsident der Konkurrenzorganisation Theosophische Gesellschaft in Amerika (Hargrove). Meist wird sein Name auf E.T. Hargrove oder ETH abgekürzt.

## Leben und Werk
Hargrove war Rechtsanwalt und trat um 1890 der London Lodge und damit der Theosophischen Gesellschaft bei. Anfang der 1890er Jahre übersiedelte er in die USA und wurde dort Privatsekretär von William Quan Judge. Als sich die Theosophische Gesellschaft 1895 infolge der Judge Case spaltete, folgte er der Richtung Judges und wurde Mitglied der Theosophischen Gesellschaft in Amerika (TGinA).
Am 21. März 1896 starb Judge, er war Präsident der TGinA gewesen, hatte aber keine klaren Richtlinien für seine Nachfolge getroffen. Unter der Führung Hargroves folgte die Suche nach Hinweisen bezüglich Judges letztem Willen. In seinen Papieren fand man einen Hinweis, der dahingehend interpretiert wurde, dass eine Person namens Promise (Versprechen, Verheißung) sein Nachfolger sein solle, als diese wurde schließlich Katherine Tingley identifiziert. Tingley sollte ihr Amt aber erst nach Ablauf eines Jahres antreten und schlug Ende April 1896 Hargrove als (Übergangs-)Präsidenten und Nachfolger Judges vor. Dieser Vorschlag wurde angenommen, Hargrove war damit Präsident der TGinA geworden, die eigentliche Eminenz im Hintergrund war jedoch von Anfang an Katherine Tingley.
Zusammen mit Tingley und anderen Theosophen begab er sich von Juni 1896 bis April 1897 auf eine Werbe-Weltreise für die TGinA. Dabei besuchte er unter anderem auch die Schweiz, Österreich und Deutschland, wo er am 30. August 1896 auf der ersten Hauptversammlung der Theosophischen Gesellschaft in Europa (Deutschland), bei der Ernennung Franz Hartmanns zu deren Präsidenten, anwesend war. Auf einem großen theosophischen Kongress in Chicago, am 18. Februar 1898, wurde Tingley nun „offiziell“ als Präsidentin der TGinA gewählt und Hargrove damit abgelöst.
Auf diesem Kongress ließ sich Tingley mit umfassenden Vollmachten ausstatten, die ihr vollständige Gewalt über die TGinA einräumte, Hargrove hingegen ging leer aus. Er hatte sich mindestens eine gehobene Position innerhalb der TGinA erwartet, alle Kompetenzen aber an Tingley verloren und war praktisch kaltgestellt. Er protestierte heftig gegen diese Entscheidung des Kongresses, erklärte diesen für illegal und berief seinen eigenen Kongress in einem anderen Raum ein. Dort wählten seine Anhänger A.H. Spencer zum Gegenpräsidenten, ohne damit aber etwas an der Wahl Tingleys zu ändern. Ab diesem Zeitpunkt gab es zwei TGinA's. Nachdem auch in den folgenden Monaten keine Einigung erzielt werden konnte, ließ sich Hargrove zum Präsidenten der zweiten Organisation wählen (zur besseren Unterscheidung Theosophische Gesellschaft in Amerika (Hargrove) genannt). Dieser TGinA-Hargrove stand er als Präsident bis zu seinem Lebensende 1939 vor. Die TGinA-Hargrove erreichte allerdings zu keiner Zeit größere Bedeutung und zerfiel mit Hargroves Tod.

## Werke
- An American view of the South African situation, How Australasia might help Great Britain. New York 1901.
- World politics. R. F. Fenno & company, New York 1898.